# Ronald Sanders
Ronald Michael Sanders (Guyana, 26 de enero de 1948) es un diplomático, periodista y académico de Antigua y Barbuda que se desempeña como Embajador Extraordinario y Plenipotenciario ante los Estados Unidos y la Organización de los Estados Americanos desde 2015. 
También es el Alto Comisionado no residente en Canadá desde 2017. Se desempeñó dos veces como Alto Comisionado de Antigua en el Reino Unido (1983-1987, 1996-2004),así como embajador y negociador ante la Organización Mundial del Comercio (OMC) (1997-2004). Fue miembro y Relator del Grupo de Personas Eminentes de la Mancomunidad de Naciones (2010-2011)que produjo un informe fundamental titulado A Commonwealth of the People: Time for Urgent Reform que expuso un plan de acción para hacer que la Mancomunidad de Naciones fuera "efectiva e importante". Fue el candidato de Antigua y Barbuda para ser secretario general de la Mancomunidad en las elecciones celebradas en la Reunión de Jefes de Gobierno de la Mancomunidad de 2015. Es investigador principal en el Instituto de Estudios de la Commonwealth de la Universidad de Londres y es orador en convenciones y conferencias sobre cuestiones de servicios financieros globales y sobre los estados del Caribe en la economía política de las Américas y la Mancomunidad.
La reina Isabel II le concedió el título de caballero británico en 2002 como Caballero Comendador de la Distinguida Orden de San Miguel y San Jorge.